# Нуклеарна реакција
Нуклеарна реакција је реакција у којој учествују језгра атома. Такође можемо рећи да су нуклеарне реакције трансформације атомских честица при узајамним дјеловањима са другим честицама, као што су алфа-честице, протони, неутрони и друге, или једног језгра са другим језгром. Реакција при томе не мора да буде у случају да само између две честице. Може их бити и више, али се тиме смањује вероватноћа судара. Ова трансформација је спонтана у случају радиоактивног распада, док је у случају вештачке нуклеарне реакције потребна иницирајућа честица. Уколико се честице сударе и одвоје без промена, процес се назива неутрони судар.

## Карактеристике нуклеарних реакција
Нуклеарна реакција се разликује од хемијске реакције из више разлога. Приликом нуклеарне реакције настају нови елементи и оваква реакција је увек иреверзибилна. Њена брзина не зависи од спољашњих физичких и хемијских утицаја, а енергија која се ослобађа је и до милион пута већа од оне која се ослобађа приликом хемијских реакција.

## Природна радиоактивност
Приликом радиоактивног распада један хемијски елемент се претвара у други уз емисију зрачења (α, β и γ) и такав елеменат је радиоактиван. Он се распада спонтано. 

## Једначина нуклеарне реакције
Нуклеарна реакција може да се напише помоћу једначине. 
Свака честица која учествује у реакцији може да се представи хемијским симболом, атомским бројем и атомском масом. Неутрон се означава словом „n“, а протон „p“ или „1H“.
Једначина је тачна једино у случају када су суме атомских маса са обе стране једнаке и када су суме атомских бројева са обе стране једнаке. 
Пример:
{\displaystyle {}_{3}^{6}\mathrm {Li} +{}_{1}^{2}\mathrm {H} \rightarrow {}_{2}^{4}\mathrm {He} \ +\ ?}.
Како би суме биле једнаке, друго језгро на десној страни мора да има атомски број 2 и атомску масу 4, зато је то Хелијум-4. Потпуна једначина би изгледала овако:
{\displaystyle {}_{3}^{6}\mathrm {Li} +{}_{1}^{2}\mathrm {H} \rightarrow {}_{2}^{4}\mathrm {He} +{}_{2}^{4}\mathrm {He} },
или једноставније:
{\displaystyle {}_{3}^{6}\mathrm {Li} +{}_{1}^{2}\mathrm {H} \rightarrow 2\ {}_{2}^{4}\mathrm {He} }.
Уколико се приликом претварања једног елемента у други емитује α-честица, добија се елемент чији је атомски број мањи за два, те масени за четири. Дакле, новонастали елемент се налази два места испред почетног у периодном систему. Општа једначина је:
{\displaystyle {}_{Z}^{A}\mathrm {E} \rightarrow {}_{Z-2}^{A-4}\mathrm {E} +{}_{2}^{4}\mathrm {He} }
Емитовањем β-честице, настаје елемент који се налази на месту иза полазног у периодном систему, са тим да има једнаку атомску масу, па је он изобар полазног елемента. Једначина је:
{\displaystyle {}_{Z}^{A}\mathrm {E} \rightarrow {}_{Z+1}^{A}\mathrm {E} +\mathrm {e} {}^{-}}
Ову законитост пронашли су 1913. године Соди, Фајанс и Расел и позната је као Соди-Фајансов закон радиоактивног помака. Обично је распадањем првобитног радиоактивног елемента новонастали елеменат и сам радиоактиван и он наставља даље да се распада. На тај начин настаје читав низ радиоактивних елемената. Радиоактивни препарат ће при томе садржавати све те елементе, са тим да је највећа количина у том препарату оних међуелемената који су стабилнији. Однос свих тих међуелемената је тачно одређен и то се назива радиоактивна равнотежа или равнотежа зрачења.

## Енергија
Енергија која се ослободи приликом нуклеарне реакције има три облика:
- кинетичка енергија продукта реакције
- емисија фотона с високом енергијом, названа гама зраци
- енергија може да остане у језгру, у случају када је језгро у ексцитованом енергетском нивоу

Када је продукт језгро метастабилно (ексцитовано) означава се звездицом (*) поред његовог атомског броја. Ова енергија се углавном ослобађа нуклеарним распадом.
Мала количина енергије може да се ослободи и у облику X зрака.
Радиоактивно зрачење апсорбује се у медијуму кроз који пролази стварајући у њему јоне и електроне. Апсорбована енергија је доза зрачења и мери се у грејима (ознака: Gy), а застарела јединица је рад (ознака: rd) која износи 10-2 греја. Доза зрачења се мери дозиметрима. Стара јединица за експозицију је рендген (ознака: R) и то је количина γ-зрачења која у 1 cm3 сувог ваздуха произведе количину јона која има наелектрисање од 3,33 • 10-10 кулона, односно 2,08 • 109 наелектрисања електрона.

## Историјат
Ернест Радерфорд је први, 1919. године доказао постојање нуклеарне реакције тако што је азот изложио радиоактивном утицају радијума. Тако је почела да се развија нуклеарна хемија. Након тога су уследиле нуклеарне реакције истог типа, односно бомардовање α-честицама атомских језгара. Међутим, због великог позитивног наелектрисања ових честица, оне нису могле да изазову ове реакције код тешких атома, па су пронађене честице мањег наелектрисања, а веће енергије.

## Примена
Науке које проучавају нуклеарне реакције су нуклеарна физика, нуклеарна хемија и нуклеарна технологија. Прави значај открића ових наука још увек се сагледава. Један од најзначајнијих аспеката је добијање нуклеарне енергије, која игра важну улогу у индустрији и свим другим областима људских делатности, али је и битан загађивач природе.